# Biffy Clyro
Biffy Clyro (também conhecida simplesmente como Biffy) é uma banda de rock alternativo da Escócia, formada em Ayr, composta por Simon Neil (guitarra e vocalista principal), James Johnston (baixo, vocais) e Ben Johnston (bateria e vocais). Iniciaram em 1995 e até hoje realizaram 2 EP's e 6 álbuns de estúdio. 3 desses álbuns chamam-se Puzzle, Only Revolutions e Opposites que alcançaram o Top 5 no UK Albums Chart. Também alcançaram o 1º lugar pela primeira vez no UK Albums Chart com o seu sexto álbum, Opposites.
Depois dos 3 primeiros álbuns, a banda progrediu significativamente com o álbum chamado Puzzle em 2007, criando músicas com ritmos mais simples e distanciando-os do género musical que tinham nos álbuns anteriores. Puzzle atingiu oficialmente o segundo lugar no UK Albums Chart em 16 Junho 2007. O álbum tornou-se Ouro no Reino Unido, vendendo mais de 100,000 unidades e mais tarde tornou-se Platina em 2012 no Reino Unido com mais de 300,000 cópias vendidas. A popularidade dos Biffy Clyro cresceu em 2008 e 2009 com o lançamento dos singles "Mountains" e "That Golden Rule", tal que ambas alcançaram o Top 10 do UK Singles Chart.
O álbum, Only Revolutions, lançado em 2009, conquistou o 3º lugar de destaque nos top's do Reino Unido. Incluiu o singles como, "Mountains", "That Golden Rule" e "Many of Horror" onde todos chegaram ao Top 10 do Reino Unido. "Many of Horror" chegou ao UK Singles Chart depois de The X Factor vencedor de 2010, Matt Cardle, ter feito um cover dessa música. Tornou-se o Reino Unido o número 1 single de Natal para o ano de 2010. Em 2011 a banda foi nomeada para o Brit Award para Melhor Grupo Britânico. Nos Prémios NME Awards 2013 recebeu prémio de Melhor Banda Britânica.

## Membros
- Simon Neil (vocais e guitarra)
- James Johnston (baixo e vocais)
- Ben Johnston (bateria e vocais)

## Discografia

### Álbuns
- Blackened Sky (2002)
- The Vertigo of Bliss (2003)
- Infinity Land (2004)
- Puzzle (2007)
- Only Revolutions (2009)
- Opposites (2013)
- Ellipsis (2016)
- MTV Unplugged (Live At Roundhouse, London) (2018)
- Balance, Not Simmetry (Original Motion Picture Soundtrack) (2019)
- A Celebration of Endings (2020)
- The Myth of the Happily Ever After (2021)

### EPs
- Iname (1999)
- thekidswhopoptodaywillrocktomorrow (2000)